# ばら寿司 (徳島県)
ばら寿司（ばらずし）は徳島県の郷土料理。まぜくり、五目ずし、かきまぜ、おすもじとも呼ばれる。
祭りや節句といった祝い事の際に供される。自家栽培の野菜を活用して作成され、各家庭で食べる分に加えて、来客に振る舞ったり、来客の手土産として渡すこともある。客に振る舞う際は卵を加えることもあった。
旧暦10月（亥の月）の亥の日に食べるばら寿司はいのこずしと呼ばれ、農作物とともに神前に供える料理でもあった。升の八分目まで盛りつけて、「翌年は升いっぱいの豊作になるよう」と願うことが慣例であった。
徳島はもともと米の収穫量が少なく、さまざまな具材を加えて量を増やし米の使用量を減らそうと考えたことが始まりといわれている。使用される食材は地域や季節によって異なる。
スダチ果汁、柚子酢、ユコウ酢といった柑橘酢を使った合わせ酢で酢飯を作り、砂糖醤油で煮たこんにゃく、ちくわ、にんじん、ごぼうなどの具材を混ぜ合わせる。春の節句ではぜんまい、わらび、たけのこ、フキ、そらまめといった旬の食材を加えることもあり、地域によっては、干し大根、干し茄子を入れることもある。徳島県南部では金時豆に替えて落花生を乾燥させて使うこともある。